# Peter Jung (Politiker)

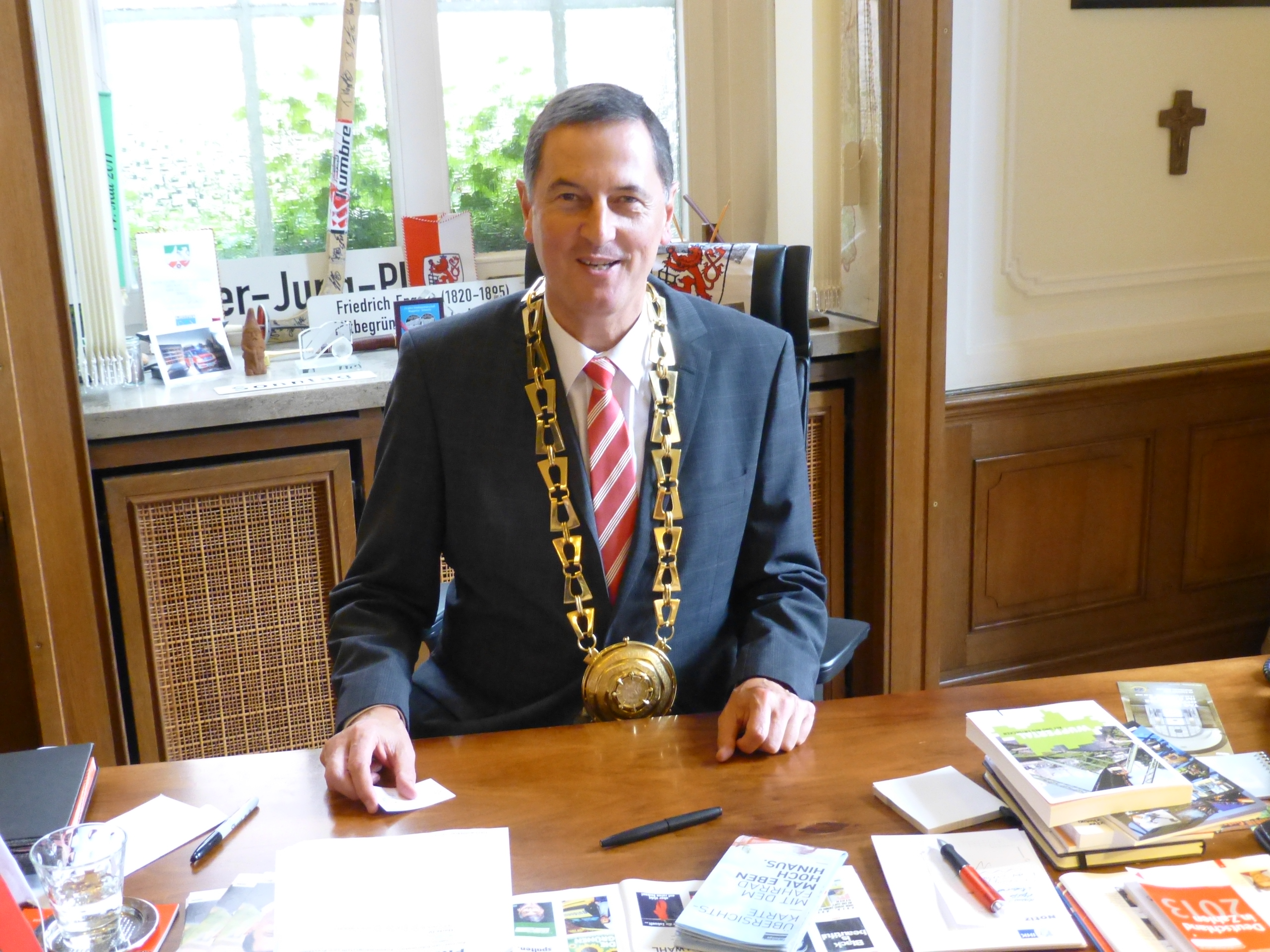
Peter Jung mit Amtskette an seinem Schreibtisch im Rathaus (2013)

Peter Hermann Jung (* 2. April 1955 in Wuppertal) ist ein deutscher Politiker (CDU). Er war von 2004 bis 2015 Oberbürgermeister der nordrhein-westfälischen Großstadt Wuppertal im Bergischen Land.

## Leben
Nach dem Abitur auf dem Wilhelm-Dörpfeld-Gymnasium begann er eine Ausbildung zum Bankkaufmann bei der Deutsche Bank AG in Remscheid, anschließend studierte Jung Betriebswirtschaft an der EBS Business School in Oestrich-Winkel. Von 1981 bis zu seiner Wahl zum Oberbürgermeister 2004 war Peter Jung unternehmerisch im Familienunternehmen P. Hermann Jung KG in Wuppertal-Cronenberg tätig. Er ist verheiratet, hat zwei erwachsene Kinder und wurde 2016 Großvater.

## Politik
Jung ist seit 1972 Mitglied der CDU und seit 1997 Vorstandsmitglied der CDU im Stadtteil Cronenberg. Im Jahr 1999 wurde er Mitglied im Kreisvorstand der CDU Wuppertal und im September 2001 auch Kreisvorstandsmitglied der Mittelstandsvereinigung der CDU Wuppertal. Bei den Kommunalwahlen im September 1999 wurde Jung als Stadtverordneter in den Rat der Stadt Wuppertal gewählt, dort erfolgte im Juni 2000 die Wahl zum Ersten Bürgermeister der Stadt Wuppertal. Im Oktober 2004 wurde Jung bei der Stichwahl mit 64,72 % der Stimmen zum Oberbürgermeister der Stadt Wuppertal gewählt und löste Hans Kremendahl (SPD) ab. Im ersten Wahlgang hatte er sich bereits gegen Lorenz Bahr (Bündnis 90/Die Grünen) durchgesetzt.

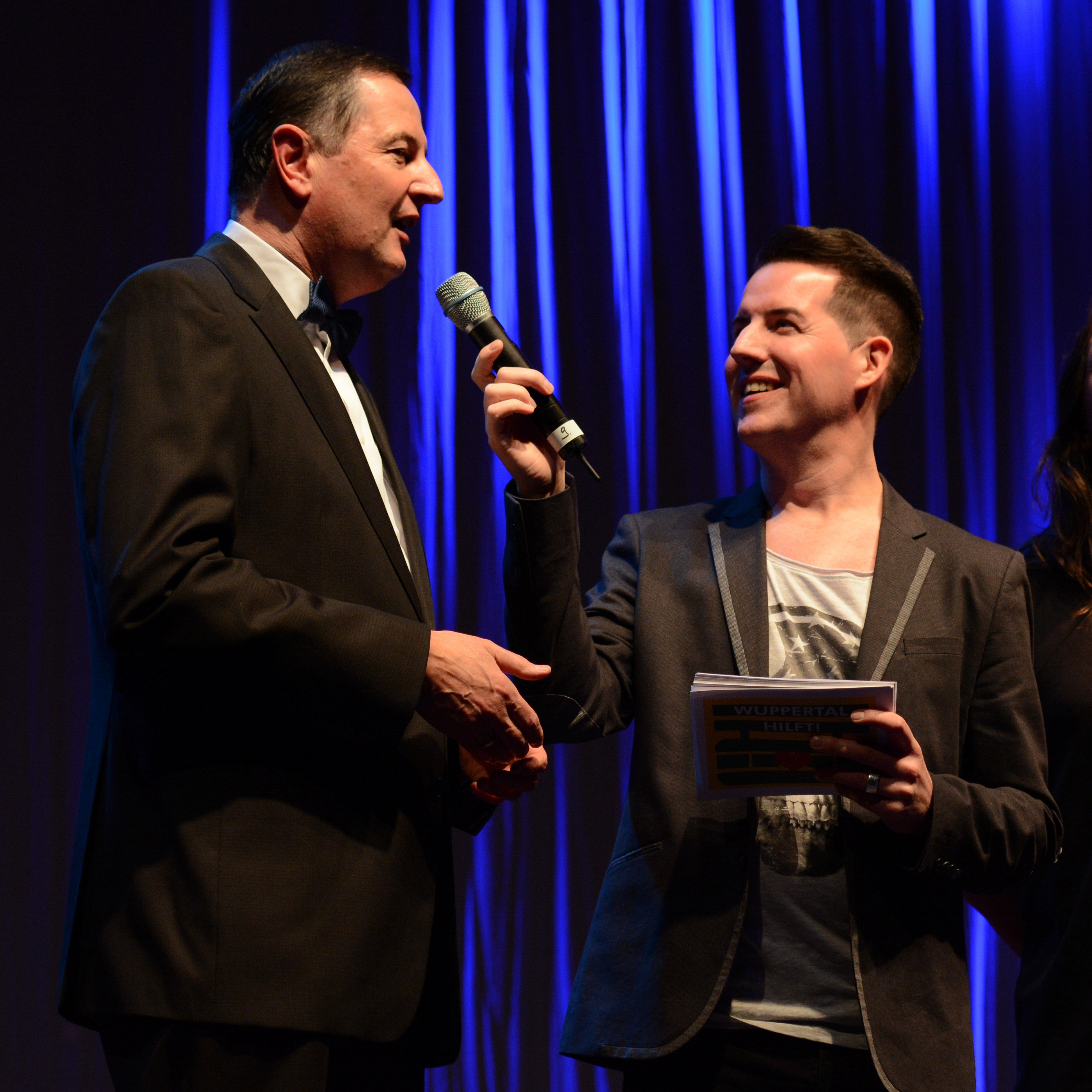
Peter Jung gemeinsam mit dem Moderator Michael Brockordt bei der Benefiz-Veranstaltung „Wuppertal hilft“ 2014

Für die Kommunalwahl am 30. August 2009 wurde Peter Jung mit 97,6 % von einer Mitgliederversammlung wieder zum Oberbürgermeisterkandidaten der CDU Wuppertal gewählt. Als Schwerpunkte seiner politischen Arbeit als Oberbürgermeister benennt Peter Jung die Felder „Kultur und Stadtentwicklung“, „Bildung“ und „Wirtschaft und Arbeit“.
Am 30. August 2009 wurde Peter Jung mit 47,63 % als Oberbürgermeister der Stadt Wuppertal bestätigt und behauptete sich gegen den Kandidaten der SPD, Dietmar Bell (30,76 %).
In der Stichwahl zur Oberbürgermeisterwahl am 27. September 2015 unterlag Peter Jung mit 40,30 % dem Herausforderer Andreas Mucke von der SPD (59,70 %). Bereits am Wahlabend kündigte er den Rückzug aus der Kommunalpolitik an, nachdem das Ergebnis nahezu feststand.

## Ehrungen
Die Bergische Universität Wuppertal würdigte Jung am 22. September 2010 mit der Ernennung zum Ehrenbürger der Universität.